# 상트페테르부르크

상트페테르부르크의 소형 국장

상트페테르부르크 이전에 알려진 페트로그라드 그리고 레닌그라드는 러시아에서 2번째로 큰 도시이다. 유럽 발트해의 핀란드만 상류에 있는 네바강에 위치해 있다. 이 도시의 인구는 2021년 기준으로 5,601,911명이다. 발트해의 핀란드만에 접해 있다. 일명은 "북유럽의 베네치아"라고도 한다.
러시아 제국의 차르 표트르 대제가 1703년 만든 이 도시는 1712년 모스크바에서 천도하여 1918년까지 러시아 제국의 수도였다. 1918년 수도는 다시 모스크바로 옮겨졌다. 2010년 기준으로 5,000,000 명이 살고 있으며, 러시아에서는 수도 모스크바 다음으로, 유럽에서는 네 번째로 인구가 많은 도시이다. 모스크바에 이은 러시아의 대공업도시로 복잡한 정밀기계의 제조가 특색이다. 선박, 터빈, 발전기, 디젤 엔진, 트랙터, 공작기계, 계기류(計器類), 각종 장치의 제조공장이 있고, 화학공업(고무제품·과린산비료·화학합성 자재·염료·도료·향료), 섬유공업, 인쇄업 등도 성하다.
다수의 학술 연구기관, 미술관, 박물관 등이 있어 학술·문화의 중심지이기도 하다. 도심은 유네스코의 세계문화유산으로 등록되어 있다. 레닌그라드주와는 분리된 연방시를 이루고 있으나, 레닌그라드주의 행정 중심 도시로 되어 있다.

## 규모
모스크바에 이어 러시아에서 버금가는 큰 도시이다. 인구는 510만 명으로 모스크바 다음으로 정치, 경제, 문화적 영향력이 큰 도시다. 면적은 1,439 km2이다. 북위 59도 56분, 동경 30도 20분에 위치한다.
2003년 5월 29일에는 상트페테르부르크 300주년을 기념해 다양한 축제가 열렸다.

## 역사
현재 상트페테르부르크가 있는 핀란드만 주위로 8~9세기부터 러시아인들이 정착했다. 이 지역은 노브고로드 대공국에 귀속되었으나 습지였기 때문에 사람들이 거의 살지 않았으므로 버려진 땅이었으며 이후 15세기에 모스크바 공국의 영토가 되었다. 1611년에 한번 스웨덴이 이 지역을 차지한 적이 있었으나, 표트르 1세가 북방전쟁에서 이 지역을 탈환하였다. 이곳의 수비를 목적으로 페트로파블롭스크 요새를 짓기 시작함으로써 도시건설의 기반이 마련되었다. 표트르 1세는 서구 문화를 받아들이기 위하여 장대한 도시계획을 세우고, 이 요새 근처에 사도 베드로의 이름을 따서 새로운 도시(상트페테르부르크)를 짓게 되었다.

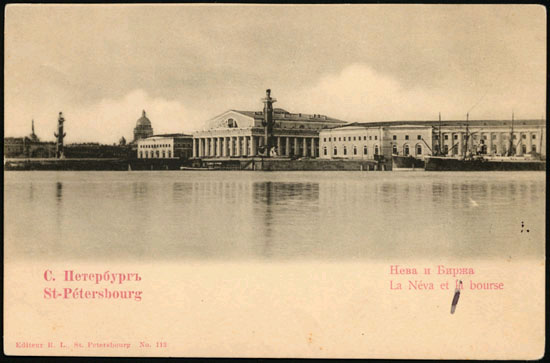
네바강과 상트페테르부르크

새 도시를 짓기에는 이 지역의 자연환경이 좋지 않았다. 연 평균 기온은 4.2도에 일조량은 31일 정도이다. 또 매년 한 번씩 홍수가 터져서 곤혹을 치른다. 또 원래 습지였던 이 지역에 도시를 바로 짓는 것은 불가능하였다. 도시를 짓기 위해서는 석조 토대가 필요했는데, 이 때문에 도시를 지을 때 돌을 쏟아부어 습지를 메울 필요가 있었다. 물론 습지를 메우는 데에는 어마어마한 양의 돌이 필요했다. 따라서 표트르 대제는 돌을 충당하기 위해 도시를 들어오는 모든 선박과 사람들에게 돌을 가져오라고 칙령을 내렸다. 선박은 크기에 따라 30kg 이상의 돌을 10~30개 가져와야 했으며, 육로로 들어올 경우에는 15kg 이상의 돌을 세 개씩 가져와야 했다. 수많은 노예들이 습지를 돌로 메우는 데에 이용되었으며 가혹한 자연과 고된 노동을 이기지 못하고 많은 사람들이 사망하였다. 이때 죽은 노예를 습지로 던져버렸기 때문에 이 도시에는 뼈 위에 세운 도시라는 불명예스러운 별명이 있다. 이 때는 석조 건축물을 짓는 것도 금지되었다. 각종 물건들에도 세금이 붙었고 교회의 재산도 국가에 귀속시켜 버렸다. 표트르 대제에 반하여 구 귀족 및 종교 세력의 편이었던 그의 아들 알렉세이 페트로비치 황태자는 1718년에 무자비하게 처형되고 만다.
18세기 초반부터는 러시아 최대의 무역항으로 공업의 중심지가 되었다. 1851년엔 러시아 최초의 철도가 부설되기도 했다.(모스크바와 연결) 자본주의가 발전하고 교통이 편리해짐으로써 이 도시의 인구는 폭발적으로 증가하였다.
이후 19세기 후반부터 20세기 중반까지 각종 러시아의 혁명에서도 상트페테르부르크는 중심이 되었다.(피의 일요일, 3월 혁명, 11월 혁명) 제1차 세계 대전 발발로 인해 독일어로 된 상트페테르부르크라는 지명은 러시아식인 페트로그라드(러시아어: Петроград)로 변경되었으며, 이후 러시아 혁명 후 레닌이 사망하자 그를 기념하기 위해 레닌그라드(러시아어: Ленинград, 1924년 – 1991년)로 변경되었다.
제 2차 세계 대전 당시 1941년 8월부터 29개월 동안 독일군에 포위당한 상태로 40만 명이 아사(餓死)당하면서까지 지켜낸 도시라고 하여 영웅 도시 칭호를 획득하였다. 이후 1991년 국민 투표를 통해 1991년 9월 6일 상트페테르부르크로 이름을 바꾸어 오늘에 이르고 있다.
상트페테르부르크의 역사 지구와 관련 기념물군은 1990년 세계유산으로 지정되기도 하였다.

## 인구 구성
상트페테르부르크시의 주민들 거의 대부분이 러시아인이다. 89.1%를 차지하고, 2.1%는 유대인, 우크라이나인과 벨라루스인이 1.9%를 차지하고 있다.
러시아 정교회가 다수이다.
| 연도                | 인구      | ±% p.a. |
| ------------------- | --------- | ------- |
| 1897                | 1,264,920 | —       |
| 1926                | 1,590,770 | +0.79%  |
| 1939                | 3,191,304 | +5.50%  |
| 1959                | 3,321,196 | +0.20%  |
| 1970                | 3,949,501 | +1.59%  |
| 1979                | 4,588,183 | +1.68%  |
| 1989                | 5,023,506 | +0.91%  |
| 2002                | 4,661,219 | −0.57%  |
| 2010                | 4,879,566 | +0.57%  |
| 2021                | 5,601,911 | +1.26%  |
| Source: Census data |           |         |

## 유명한 원주민
막심 바르스키(1974 년생),시반트라사이트 전 사장
드미트리 도예프(1966 년생)-비스 그룹 인프라 홀딩의 총괄 이사
드미트리 파트루셰프(1977 년생),정치인,공무원
알렉세이 테이처(1979 년생),기업가,금융가

## 문화
- 이삭 성당
- 카잔 성당
- 피의 성당
- 페트로파블롭스크 요새
- 에르미타시 미술관
- FC 제니트 상트페테르부르크

네프스키 대로에 있는 수도원 주변에는 아치 형태의 문이 있는데 이 입구의 왼쪽에 있는 묘지가 라자레프 묘지이다. 이곳에는 건축가 보로닌, 자하로프, 고즈롭스키, 로시, 과학자 로마노소프의 묘지가 있다. 그리고 입구 오른쪽에 있는 것이 타흐빈 묘지인데, 도스토옙스키, 주콥스키, 카람진 등의 유명한 문학가와 차이콥스키, 무소르크스키 등 유명한 작곡가의 묘가 있다. 로스트랄 등대는 바실리옙스키섬의 구증권거래소 광장에 위치하고 있는 높이 32m의 등대이다. 로스트랄은 뱃머리를 의미하며, 기둥의 대에는 러시아의 4대강인 볼호프, 네바, 드네프로, 볼가를 상징하는 조각상이 있다. 1810년에 돔 두 토몬의 설계로 당시의 상품거래소와 함께 만들어졌다. 궁전광장은 러시아 바로크 예술의 진수라고 알려져 있는 겨울궁전 반대편으로는 카를로 로시(Carlo Rossi)에 의해 고전주의 양식으로 지어진 반원형의 개선아치를 갖춘 구 참모본부가 위치하고 있을 뿐 아니라 광장의 중앙에는 1834년, 나폴레옹과의 조국전쟁에서 승리한 것을 기념하여 세워진 47.5m 높이의 알렉산더 원기둥이 서 있다. 궁전광장은 수많은 정치적인 사건이 일어난 곳으로 잘 알려져 있다. 1905년의 제1차 러시아 혁명의 발단이 되었던 ‘피의 일요일’ 날 시위가 있었던 곳이 이곳이며, 볼셰비키 통치기간 중 ‘단결된 평화시위’와 군사행진을 위해 사용된 장소도 바로 이곳이다. 민주화된 오늘날에도 갖가지 종류의 정치적 집회(민주주의자, 공산주의자, 무정부주의자, 군주제 옹호자, 반시오니스트 등) 및 문화 공연이 이곳에서 행해지고 있다 FC 제니트 상트페테르부르크의 연고지이기도 하다.

## 행정 구역
18개의 행정구역이 존재한다.
- 아드미랄테이스키구
- 바실레오스트롭스키구
- 비보륵스키구
- 칼리닌스키구
- 키롭스키구
- 콜핀스키구
- 크라스노그바르데이스키구
- 크라스노셀스키구
- 크론슈타츠키구
- 쿠로르트니구
- 모스콥스키구
- 넵스키구
- 페트로그라츠키구
- 페트로드보르초비구
- 프리모르스키구
- 푸시킨스키구
- 프룬젠스키구
- 중앙구

## 기후
| 상트페테르부르크의 기후                                          | 상트페테르부르크의 기후 | 상트페테르부르크의 기후 | 상트페테르부르크의 기후 | 상트페테르부르크의 기후 | 상트페테르부르크의 기후 | 상트페테르부르크의 기후 | 상트페테르부르크의 기후 | 상트페테르부르크의 기후 | 상트페테르부르크의 기후 | 상트페테르부르크의 기후 | 상트페테르부르크의 기후 | 상트페테르부르크의 기후 | 상트페테르부르크의 기후 |
| 월                                                               | 1월                     | 2월                     | 3월                     | 4월                     | 5월                     | 6월                     | 7월                     | 8월                     | 9월                     | 10월                    | 11월                    | 12월                    | 연간                    |
| ---------------------------------------------------------------- | ----------------------- | ----------------------- | ----------------------- | ----------------------- | ----------------------- | ----------------------- | ----------------------- | ----------------------- | ----------------------- | ----------------------- | ----------------------- | ----------------------- | ----------------------- |
| 역대 최고 기온 °C (°F)                                           | 8.7 (47.7)              | 10.2 (50.4)             | 15.3 (59.5)             | 25.3 (77.5)             | 33.0 (91.4)             | 35.9 (96.6)             | 35.3 (95.5)             | 37.1 (98.8)             | 30.4 (86.7)             | 21.0 (69.8)             | 12.3 (54.1)             | 10.9 (51.6)             | 37.1 (98.8)             |
| 일평균 최고 기온 °C (°F)                                         | −2.5 (27.5)             | −2.4 (27.7)             | 2.3 (36.1)              | 9.5 (49.1)              | 16.3 (61.3)             | 20.5 (68.9)             | 23.3 (73.9)             | 21.4 (70.5)             | 15.9 (60.6)             | 8.7 (47.7)              | 2.8 (37.0)              | −0.5 (31.1)             | 9.6 (49.3)              |
| 일일 평균 기온 °C (°F)                                           | −4.8 (23.4)             | −5.0 (23.0)             | −1.0 (30.2)             | 5.2 (41.4)              | 11.5 (52.7)             | 16.1 (61.0)             | 19.1 (66.4)             | 17.4 (63.3)             | 12.4 (54.3)             | 6.2 (43.2)              | 0.9 (33.6)              | −2.5 (27.5)             | 6.3 (43.3)              |
| 일평균 최저 기온 °C (°F)                                         | −7.2 (19.0)             | −7.6 (18.3)             | −4.0 (24.8)             | 1.7 (35.1)              | 7.2 (45.0)              | 12.2 (54.0)             | 15.3 (59.5)             | 13.9 (57.0)             | 9.4 (48.9)              | 4.1 (39.4)              | −0.9 (30.4)             | −4.5 (23.9)             | 3.3 (37.9)              |
| 역대 최저 기온 °C (°F)                                           | −35.9 (−32.6)           | −35.2 (−31.4)           | −29.9 (−21.8)           | −21.8 (−7.2)            | −6.6 (20.1)             | 0.1 (32.2)              | 4.9 (40.8)              | 1.3 (34.3)              | −3.1 (26.4)             | −12.9 (8.8)             | −22.2 (−8.0)            | −34.4 (−29.9)           | −35.9 (−32.6)           |
| 평균 강수량 mm (인치)                                            | 46 (1.8)                | 36 (1.4)                | 36 (1.4)                | 37 (1.5)                | 47 (1.9)                | 69 (2.7)                | 84 (3.3)                | 87 (3.4)                | 57 (2.2)                | 64 (2.5)                | 56 (2.2)                | 51 (2.0)                | 670 (26.4)              |
| 평균 강우일수                                                    | 9                       | 7                       | 10                      | 13                      | 16                      | 18                      | 17                      | 17                      | 20                      | 20                      | 16                      | 10                      | 173                     |
| 평균 강설일수                                                    | 25                      | 23                      | 16                      | 8                       | 1                       | 0.1                     | 0                       | 0                       | 0.1                     | 5                       | 16                      | 23                      | 117                     |
| 평균 상대 습도 (%)                                               | 86                      | 84                      | 79                      | 69                      | 65                      | 69                      | 71                      | 76                      | 80                      | 83                      | 86                      | 87                      | 78                      |
| 평균 월간 일조시간                                               | 18.9                    | 45.5                    | 120.5                   | 177.9                   | 255.6                   | 254.3                   | 267.7                   | 228.1                   | 134.8                   | 61.8                    | 23.0                    | 8.1                     | 1,596.2                 |
| 출처 1: Pogoda.ru.net (평년값: 1991년~2020년, 극값: 1743년~현재) |                         |                         |                         |                         |                         |                         |                         |                         |                         |                         |                         |                         |                         |
| 출처 2: 미국 해양대기청                                          |                         |                         |                         |                         |                         |                         |                         |                         |                         |                         |                         |                         |                         |

## 자매 도시
이탈리아 밀라노, 토리노는 과거에 러시아 상트페테르부르크와 자매 결연을 수립했지만 상트페테르부르크 시의회가 동성애 선전을 금지하는 내용을 통과시킨 조치에 항의하여 파기했다. 밀라노는 2012년 11월 23일에, 베네치아는 2013년 1월 28일을 기해 상트페테르부르크와의 자매 결연을 각각 파기했다.
| - 핀란드 투르쿠 (1953년) - 독일 함부르크 (1957년) - 벨기에 안트베르펜 (1958년) - 독일 드레스덴 (1961년) - 폴란드 그단스크 (1961년) - 스웨덴 예테보리 (1962년) - 영국 맨체스터 (1962년) - 인도 뭄바이 (1963년) - 그리스 피레아스 (1965년) - 프랑스 르아브르 (1965년) - 크로아티아 자그레브 (1968년) - 쿠바 산티아고데쿠바 (1974년) - 베트남 호치민시 (1977년) - 일본 오사카시 (1979년) - 불가리아 플로브디프 (1980년) - 스페인 바르셀로나 (1984년) - 브라질 리우데자네이루 (1986년) - 러시아 페트로자보츠크 (1988년) - 중화인민공화국 상하이시 (1988년) - 덴마크 오르후스 (1989년) - 오스트레일리아 멜버른 (1989년) - 미국 로스앤젤레스 (1990년) - 튀르키예 이스탄불 (1990년) - 프랑스 보르도 (1991년) | - 타지키스탄 두샨베 (1991년) - 체코 프라하 (1992년) - 스웨덴 스톡홀름 (1992년) - 핀란드 탐페레 (1993년) - 프랑스 리옹 (1993년) - 핀란드 헬싱키 (1993년) - 영국 에든버러 (1995년) - 슬로바키아 코시체 (1995년) - 네덜란드 로테르담 (1996년) - 핀란드 미켈리 (1996년) - 카자흐스탄 알마티 (1996년) - 태국 방콕 (1997년) - 라트비아 리가 (1997년) - 핀란드 라펜란타 (1997년) - 폴란드 바르샤바 (1997년) - 대한민국 대구광역시 (1997년) - 프랑스 니스 (1997년) - 아르메니아 예레반 (1997년) - 핀란드 이마트라 (1997년) - 스리랑카 콜롬보 (1997년) - 핀란드 콧카 (1997년) - 중화인민공화국 청두시 (1998년) - 우루과이 몬테비데오 (1998년) - 아제르바이잔 바쿠 (1998년) - 에스토니아 탈린 (1999년) | - 이란 이스파한 (1999년) - 쿠바 아바나 (2000년) - 벨라루스 민스크 (2000년) - 러시아 세바스토폴 (2000년) - 남아프리카 공화국 케이프타운 (2001년) - 오스트리아 그라츠 (2001년) - 우크라이나 키이우 (2001년) - 슬로베니아 마리보르 (2001년) - 라트비아 다우가프필스 (2002년) - 캐나다 퀘벡 (2002년) - 이탈리아 제노바 (2002년) - 그리스 테살로니키 (2002년) - 미국 세인트피터즈버그 (2002년) - 수단 하르툼 (2002년) - 우크라이나 오데사 (2002년) - 팔레스타인 베들레헴 (2003년) - 요르단 아카바 (2003년) - 우크라이나 미콜라이우 (2003년) - 우크라이나 하르키우 (2003년) - 키르기스스탄 오시 (2004년) - 이집트 알렉산드리아 (2005년) - 우크라이나 리비우 (2006년) - 대한민국 부산광역시 (2008년) - 이스라엘 하이파 (2008년) - 멕시코 과달라하라 (멕시코) (2011년) |

## 참고 문헌
- 김수환 (2010년 12월). “역사와 문화의 복합 텍스트, 상트페테르부르크”. 《도시연구》 (도시사학회) (4): 187-210. doi:10.22345/kjuh.2010.12.4.187.
- 이정윤 (2019년 5월). “[앉아서 하는 세계사 여행] 상트페테르부르크, 제국과 혁명”. 《유레카》 ((주)유레카엠앤비) (426): 84-89.